# 蟹田駅
蟹田駅（かにたえき）は、青森県東津軽郡外ヶ浜町字上蟹田（うえかにた）にある、東日本旅客鉄道（JR東日本）津軽線の駅である。事務管理コードは▲212510。

## 概要
当駅は津軽線の単独駅であり、津軽線と北海道旅客鉄道（JR北海道）海峡線の営業上の分岐駅は隣の中小国駅で、施設・資産上の分岐・分界点は中小国駅と大平駅との間にある新中小国信号場（海峡線・北海道新幹線所属・JR北海道管轄）である。しかし、海峡線を経由する旅客列車は当初から中小国駅を通過していたため、特急「白鳥」・「スーパー白鳥」がすべて停車する当駅が実質的な分岐駅となっていた。このため、当駅でJR東日本とJR北海道の乗務員の交代が行われており、寝台特急も一時期は当駅で車掌の交代が行われていた（のちに青森駅で行われるようになった）。また、貨物列車も行き違いのため、当駅に運転停車することがある。しかし、2016年（平成28年）3月26日の北海道新幹線開業に伴い、青函トンネルを経由する定期旅客列車は海峡線からすべて北海道新幹線に移行し、当駅には乗り入れなくなった。
2002年（平成14年）12月1日のダイヤ改正で快速「海峡」が廃止され、以降2016年（平成28年）3月の在来線定期旅客列車の設定終了に至るまで海峡線を通過する普通列車は設定されなかった。このため、当駅 - JR北海道木古内駅間の各駅で特急「白鳥」・「スーパー白鳥」の普通車自由席の乗車に限り、特急料金が不要となる特例が設けられていた。また、海峡線方面と津軽線三厩方面乗り換え相互の（大平駅 - 三厩駅間で乗降する）場合、運賃は当駅改札を出ない限り中小国駅乗り換えで計算する区間外乗車の特例がそれぞれ設けられていた。これらの理由から、JR北海道木古内駅同様、「青春18きっぷ」利用者の当駅での乗り換えが多かった。
津軽線の定期普通列車は、午後の上下各一本（2019年〈平成31年〉3月16日改正時点）が気動車で全線直通運転する以外は当駅にて運転系統が分断されている。青森方面は電車、三厩方面は気動車が当駅でそれぞれ折り返し運転を行う。
津軽線（青森駅 - 中小国駅間）と海峡線（中小国駅 - 木古内駅間）と江差線（木古内駅 - 五稜郭駅間）と函館本線（五稜郭駅 - 函館駅間）は旅客案内上「津軽海峡線」という愛称が使用され、在来線定期旅客列車の設定終了に至るまで「海峡線」とは案内されることはなかった。

## 歴史

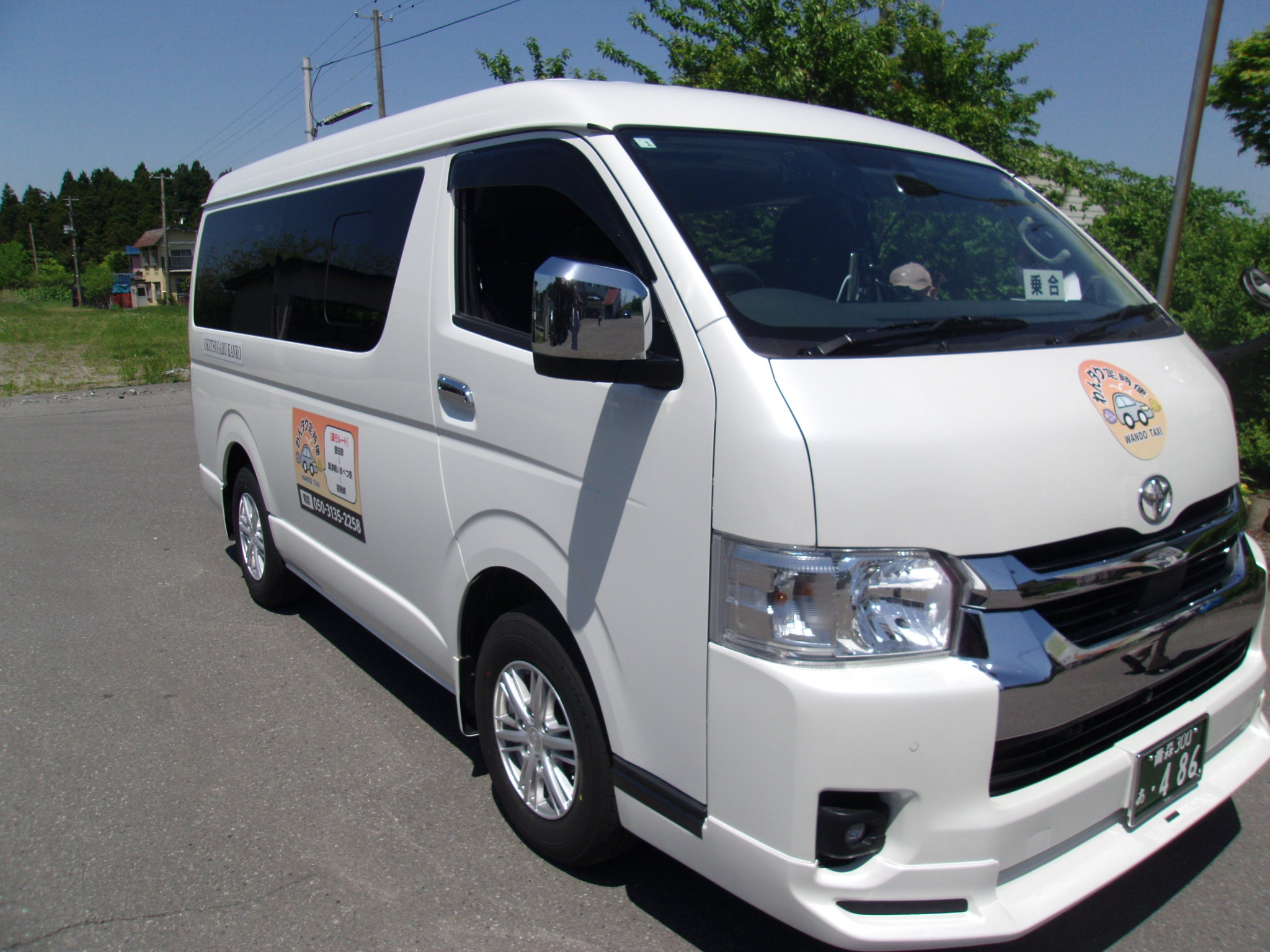
蟹田駅に停車中のわんタク（2024年5月）

- 1951年（昭和26年）12月5日：日本国有鉄道（国鉄）津軽線の駅として開業[2][3]。
- 1980年（昭和55年）7月1日：貨物の取り扱いを廃止[3]。
- 1985年（昭和60年）3月14日：荷物の扱いを廃止[3]。
- 1987年（昭和62年）4月1日：国鉄分割民営化により、東日本旅客鉄道（JR東日本）の駅となる[3]。
- 1988年（昭和63年）3月13日：北海道旅客鉄道（JR北海道）海峡線（津軽海峡線）開業。北海道直通列車となる特急「はつかり」、快速「海峡」などが停車。
- 2002年（平成14年）12月1日：快速「海峡」と特急「はつかり」が廃止され、新たに運転開始した特急「白鳥」・「スーパー白鳥」に統合。これにより、津軽海峡線の当駅 - 木古内駅間を通過する普通列車が消滅（前述）[報道 1]。
- 2007年（平成19年）3月18日：キヨスクが閉店。
- 2010年（平成22年）12月4日：すべての特急「白鳥」・「スーパー白鳥」が停車するようになる[報道 2][報道 3]。
- 2012年（平成24年）5月12日：トゲクリガニの「津軽蟹夫」が観光駅長に就任[新聞 1][新聞 2][注 3]。
- 2016年（平成28年）3月21日：津軽海峡線の在来線定期旅客列車の運行を終了[報道 4]。
- 2019年（令和元年）6月1日：蟹田駅長が廃止され、青森駅長管理下の業務委託駅となる。
- 2022年（令和4年）
  - 7月1日：蟹田駅周辺発着によるデマンド型乗合タクシー「わんタク」の実証実験が始まる（同年9月30日まで）[報道 5]。
  - 8月3日：集中豪雨のため当駅 - 三厩駅間が長期間不通となる（当駅 - 新中小国信号場間は貨物列車のみ運行）。
  - 8月22日：代行バスおよびデマンド型乗合タクシー「わんタク」（前述）による振替輸送が始まる[報道 6]。
- 2024年（令和6年）10月1日：えきねっとQチケのサービスを開始[1][報道 7]。

## 駅構造
単式ホーム1面1線と島式ホーム1面2線、合計2面3線を有する地上駅である。互いのホームは跨線橋で連絡している。ホームの有効長は8両である。このほか、留置線が1線あり、青森方へ一旦引き上げてから入る形となっている。
青森駅が管理し、JR東日本東北総合サービスが受託する業務委託駅である。直営駅時代は管理駅で、中沢駅 - 大川平駅間の各駅を管理していた。
駅舎は木造平屋建てで、みどりの窓口、自動券売機、駅スタンプが設置されている。待合室は駅舎内と2・3番線ホーム上にそれぞれ設けられている。

### のりば
| 番線 | 路線    | 方向 | 行先     | 備考     |
| ---- | ------- | ---- | -------- | -------- |
| 1    | ■津軽線 | 上り | 青森方面 | 三厩始発 |
| 2    | ■津軽線 | 上り | 青森方面 | 当駅始発 |
| 3    | ■津軽線 | 下り | 三厩方面 |          |

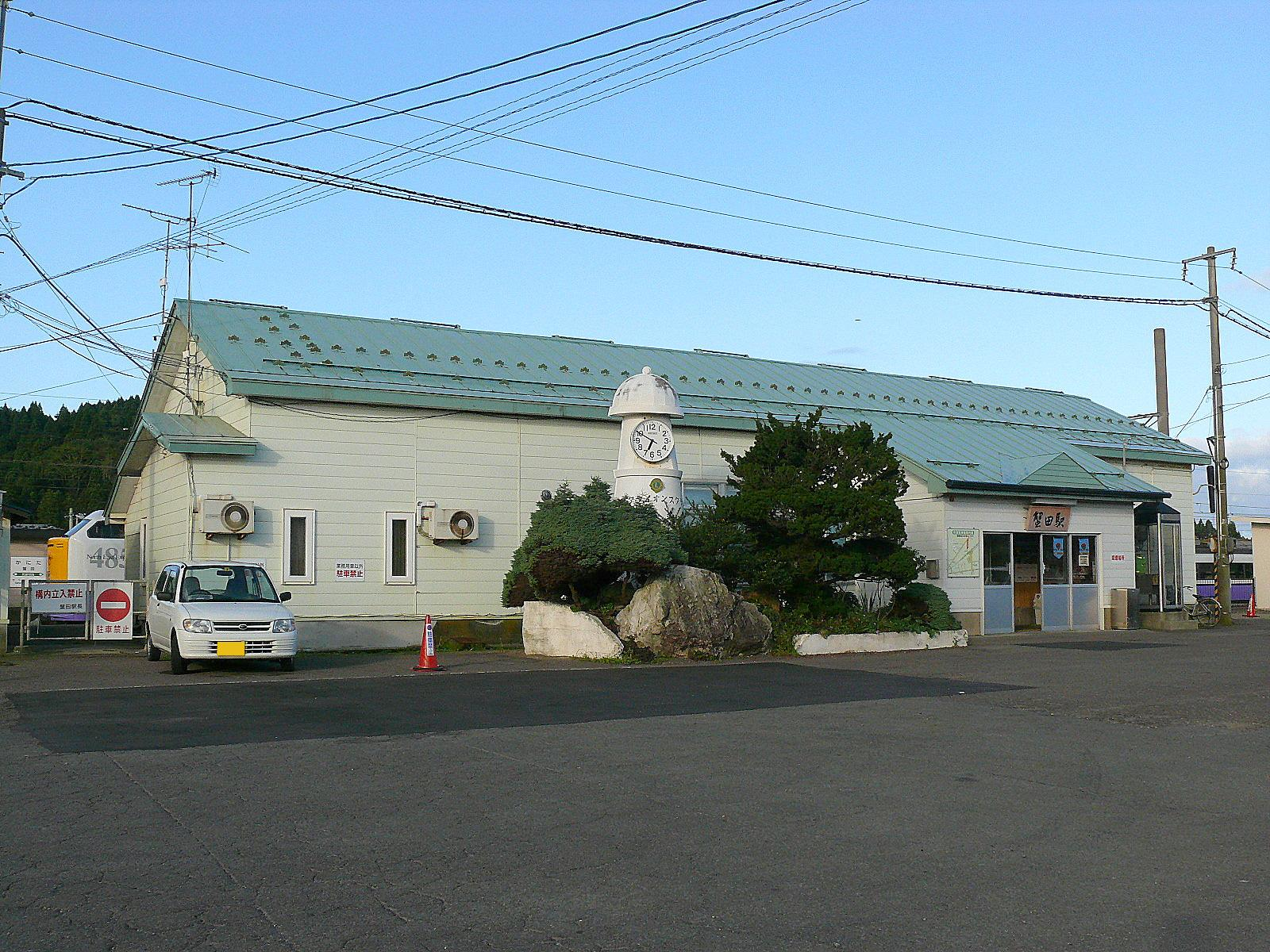
リニューアル前の駅舎（2009年9月）
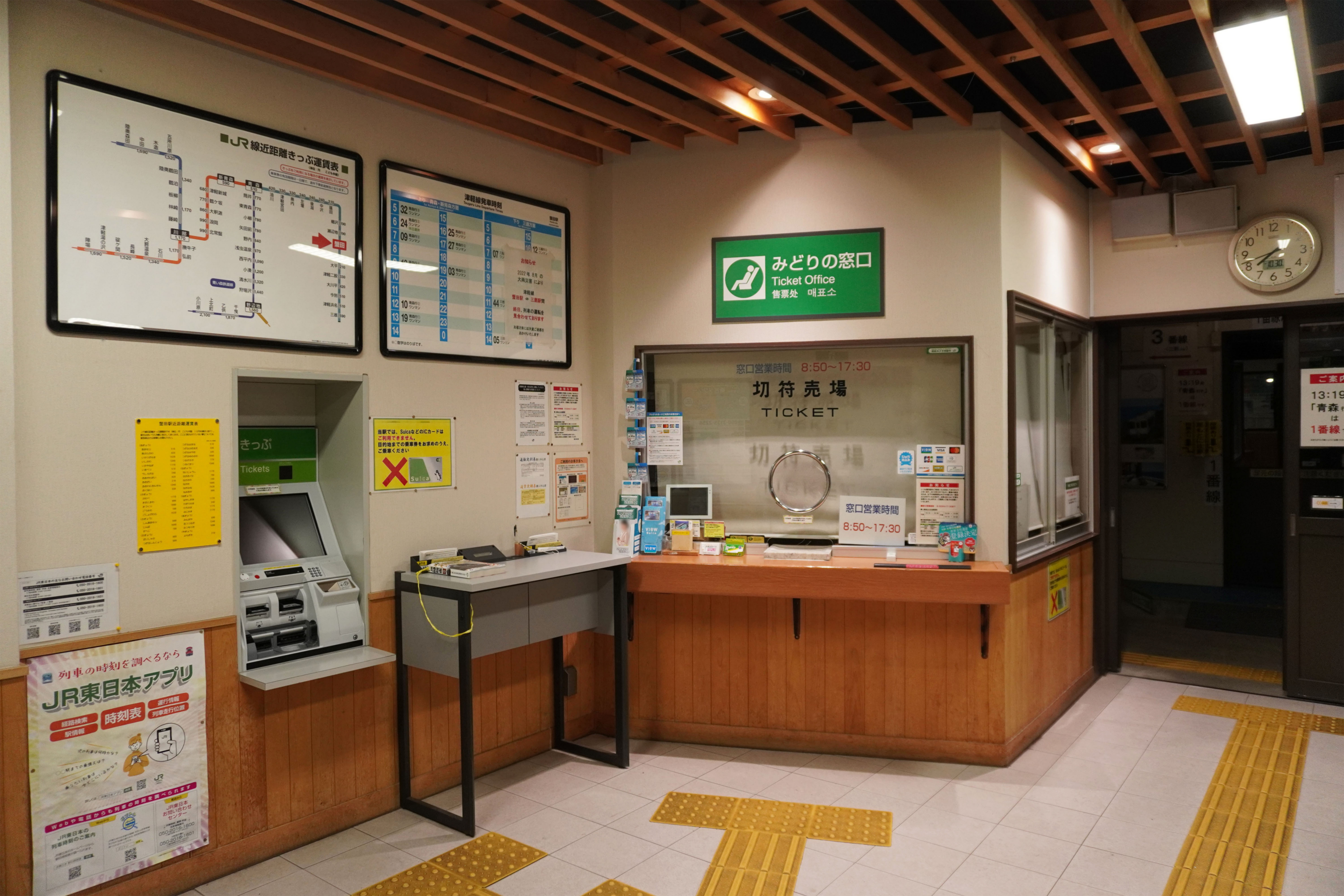
改札口（2023年10月）
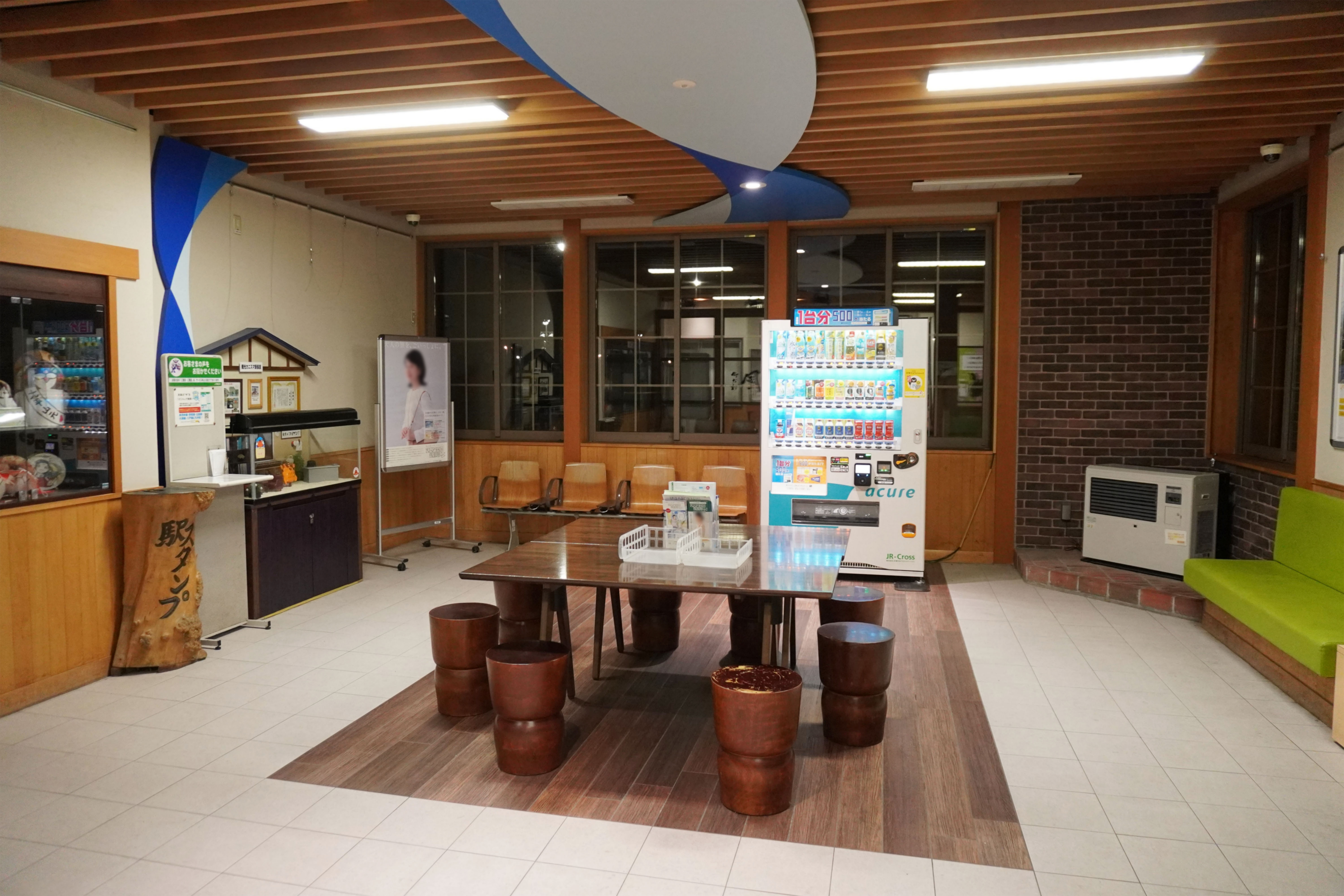
待合室（2023年10月）
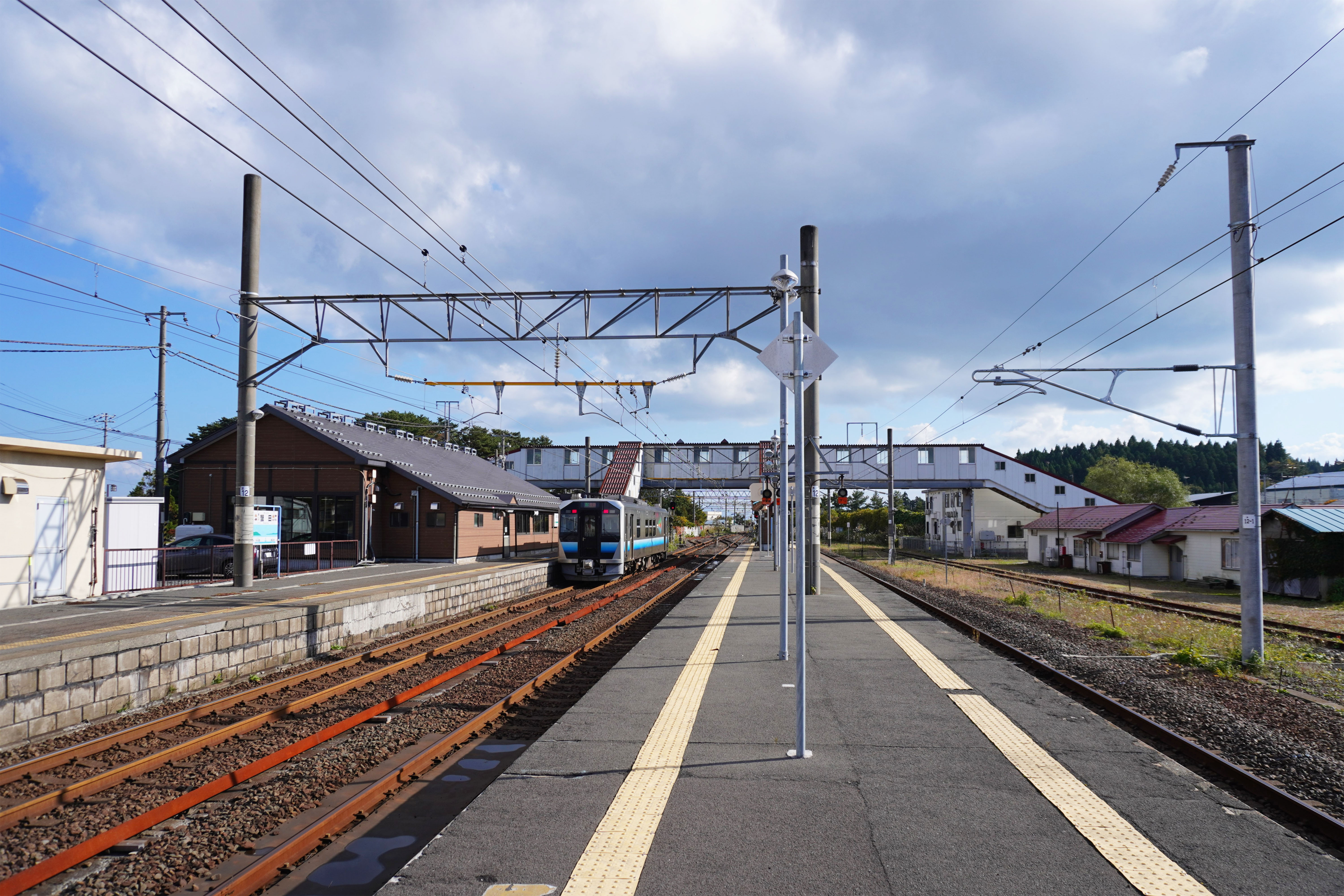
ホーム（2023年10月）

## 利用状況
JR東日本によると、2023年度（令和5年度）の1日平均乗車人員は109人である。
2000年度（平成12年度）以降の推移は以下のとおりである。
| 1日平均乗車人員推移 | 1日平均乗車人員推移 | 1日平均乗車人員推移 | 1日平均乗車人員推移 | 1日平均乗車人員推移 |
| 年度                | 定期外              | 定期                | 合計                | 出典                |
| ------------------- | ------------------- | ------------------- | ------------------- | ------------------- |
| 2000年（平成12年）  |                     |                     | 412                 | [ 利用客数 2 ]      |
| 2001年（平成13年）  |                     |                     | 381                 | [ 利用客数 3 ]      |
| 2002年（平成14年）  |                     |                     | 357                 | [ 利用客数 4 ]      |
| 2003年（平成15年）  |                     |                     | 314                 | [ 利用客数 5 ]      |
| 2004年（平成16年）  |                     |                     | 295                 | [ 利用客数 6 ]      |
| 2005年（平成17年）  |                     |                     | 260                 | [ 利用客数 7 ]      |
| 2006年（平成18年）  |                     |                     | 257                 | [ 利用客数 8 ]      |
| 2007年（平成19年）  |                     |                     | 247                 | [ 利用客数 9 ]      |
| 2008年（平成20年）  |                     |                     | 241                 | [ 利用客数 10 ]     |
| 2009年（平成21年）  |                     |                     | 231                 | [ 利用客数 11 ]     |
| 2010年（平成22年）  |                     |                     | 229                 | [ 利用客数 12 ]     |
| 2011年（平成23年）  |                     |                     | 227                 | [ 利用客数 13 ]     |
| 2012年（平成24年）  | 113                 | 107                 | 221                 | [ 利用客数 14 ]     |
| 2013年（平成25年）  | 115                 | 103                 | 218                 | [ 利用客数 15 ]     |
| 2014年（平成26年）  | 106                 | 99                  | 206                 | [ 利用客数 16 ]     |
| 2015年（平成27年）  | 111                 | 98                  | 209                 | [ 利用客数 17 ]     |
| 2016年（平成28年）  | 73                  | 91                  | 164                 | [ 利用客数 18 ]     |
| 2017年（平成29年）  | 56                  | 95                  | 152                 | [ 利用客数 19 ]     |
| 2018年（平成30年）  | 56                  | 93                  | 150                 | [ 利用客数 20 ]     |
| 2019年（令和元年）  | 52                  | 90                  | 143                 | [ 利用客数 21 ]     |
| 2020年（令和02年）  | 32                  | 76                  | 109                 | [ 利用客数 22 ]     |
| 2021年（令和03年）  | 31                  | 67                  | 99                  | [ 利用客数 23 ]     |
| 2022年（令和04年）  | 37                  | 58                  | 96                  | [ 利用客数 24 ]     |
| 2023年（令和05年）  | 43                  | 66                  | 109                 | [ 利用客数 1 ]      |

## 駅周辺

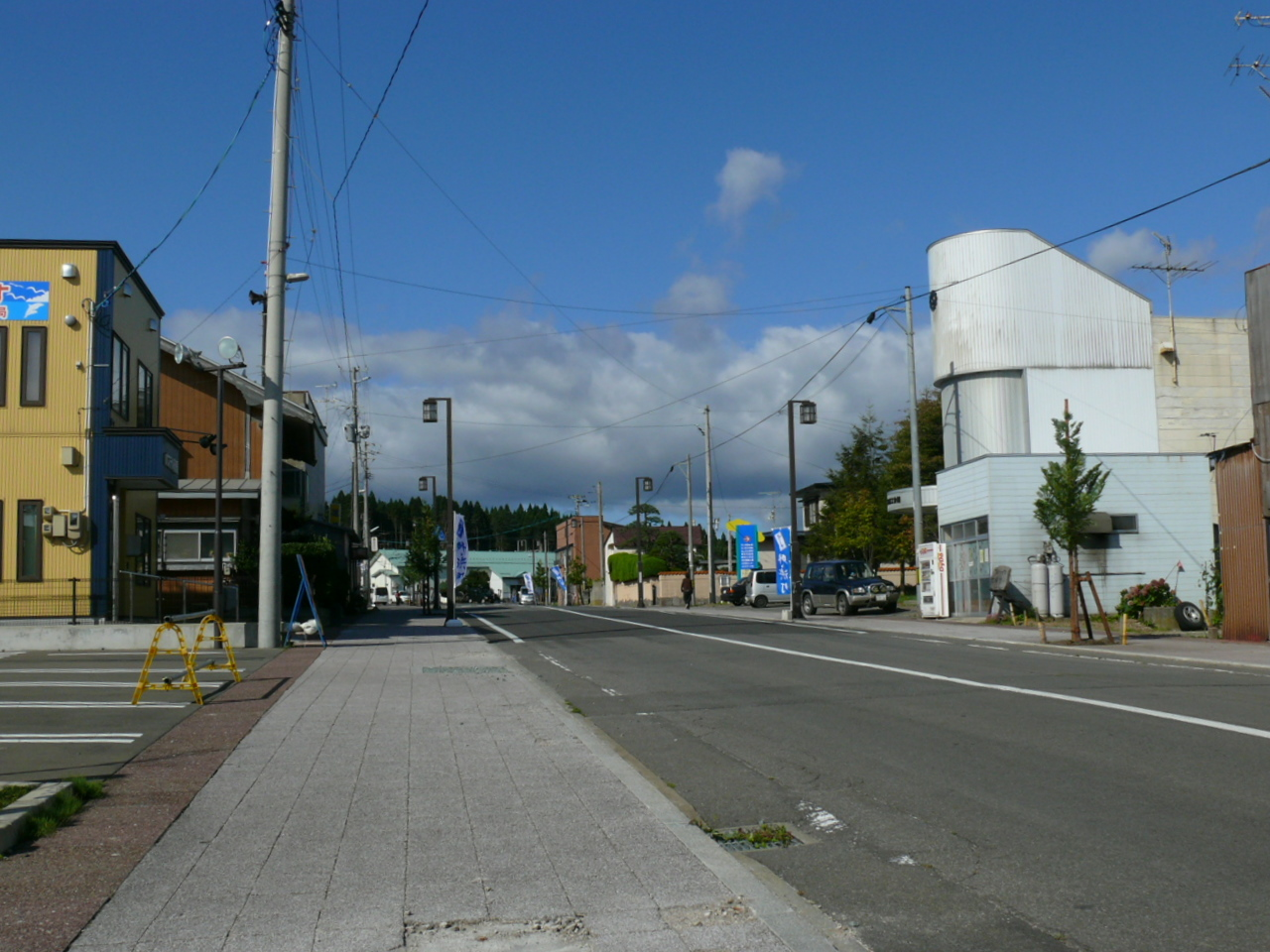
駅前通りの県道238号蟹田停車場線

- 国道280号
- 外ヶ浜町役場（旧・蟹田町役場）
- 外ヶ浜警察署
- 蟹田郵便局
- 青森みちのく銀行蟹田支店
- 青森農業協同組合蟹田支店
- 外ヶ浜漁業協同組合蟹田支所
- 蟹田港
- 蟹田川
- 青森県道238号蟹田停車場線
- 外ヶ浜町立蟹田中学校
- 蟹田駅前市場「ウェル蟹」

## バス路線
- 外ヶ浜町循環バス
  - 宇田（旧・平舘村）方面
  - 三厩（旧・三厩村）方面（外ヶ浜中央病院診療日のみ運行）

## その他

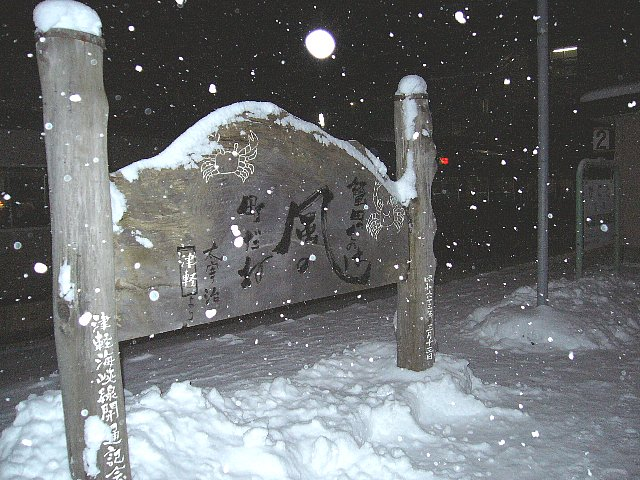
ホーム上の津軽海峡線開業記念碑
太宰治『津軽』の一節が刻まれている

- 2・3番線には海峡線開通を記念して、太宰治の『津軽』の一節を刻んだボードが立てられている。
- 駅西口には無料駐車場があり、パークアンドライド利用者も居る。
- ダウンタウンのごっつええ感じのコント「いかめし駅長殺人事件」で、セットの駅名板に蟹田が使用されていた。

## 隣の駅
東日本旅客鉄道（JR東日本）
■津軽線
瀬辺地駅 - 蟹田駅 - 中小国駅

### 記事本文